# Josef Kramolín

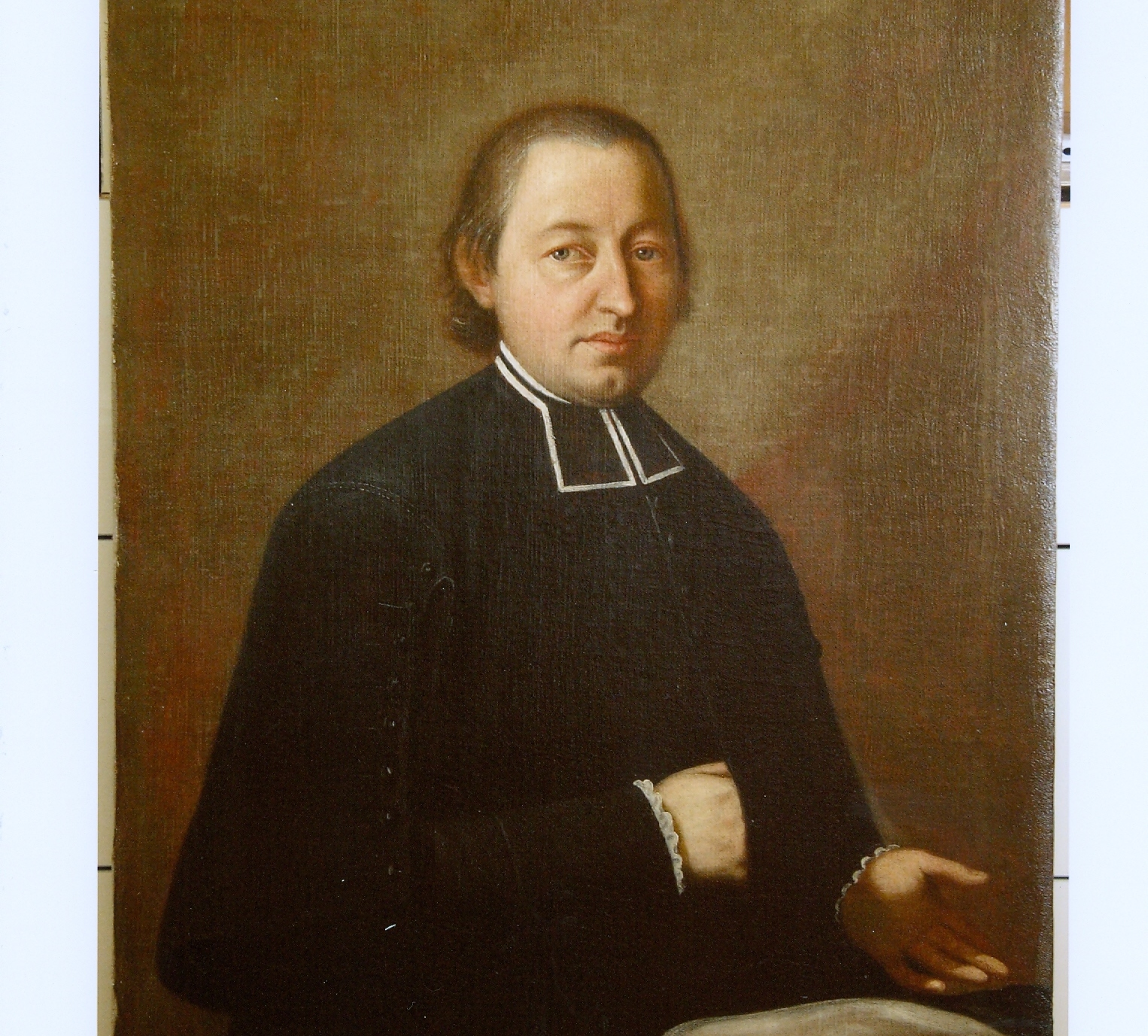
Josef Kramolín

Josef Kramolín (auch: Cramolini; Grammolin; Kramolini; * 11. April 1730 in Nimburg, Bidschower Kreis, Böhmen; † 2. Mai 1802 in Karlsbad) war ein böhmischer Maler und Freskant.

## Biographie
Kramolín erlernte die Malerei bei einem Jesuiten. 1758 trat er als Laienbruder dem Jesuitenorden bei. Nach Aufhebung des Ordens 1773 hielt er sich kurze Zeit in Osek auf und ließ sich anschließend in Karlsbad nieder, wo er Ratsherr wurde. 1799 besuchte er Prag, um die Gemälde in Kirchen und Bibliotheken zu studieren. Besondere Aufmerksamkeit widmete er den Fresken von Franz Anton Maulbertsch in der Bibliothek des Klosters Strahov.
Josef Kramolín malte fast ausschließlich religiöse Bilder, und seine Auftraggeber waren überwiegend kirchliche Institutionen und Orden. Sein Bruder Wenzel Kramolín (Václav Prokop Kramolín, 4. Juli 1733 bis 23. Januar 1799) war ebenfalls Maler und ist für 1772 als Meister der Prager Zeche nachgewiesen.

## Werke (Auswahl)
- Prager Kleinseite, St. Nikolaus: Kuppelfresken
- Iglau, Jesuitenkirche: Fresken und Altargemälde (1766)
- Hohenbruck, Andreaskirche: Fresken (1771)
- Prag, St. Clemens, Altargemälde (1772, gemeinsam mit Wenzel Kramolín)
- Duppau, Gymnasialkirche: Deckenfresko und Altargemälde (1778)
- St. Joachimsthal, Dekanatskirche: Altarbild (1785)
- Rokytzan, Dekanatskirche: Gemälde des Hauptaltars (1786)
- Pürstein: Altarbilder (1797)
- Kolín, Bartholomäuskirche: Gemälde des Hauptaltars (1801)